# José Salomón (futbolista)
José Luis Salomón (9 de julio de 1916, La Plata, 22 de enero de 1990) fue un futbolista argentino. Su posición en el campo era defensor. Jugó en Talleres de Remedios de Escalada y Racing Club de Avellaneda y, además, fue capitán de la selección de fútbol de Argentina.
Salomón comenzó su carrera en 1934 en Talleres (RE), antes de pasarse a Racing, club en el que jugó entre 1939 y 1945.
Salomón jugó un total de 44 partidos para la Selección Argentina incluyendo 21 participaciones en la Copa América, récord que comparte con Oscar Ruggeri. Salomón ganó con la selección dos de estas competiciones. 
En 1946 sufrió una importante lesión derivada de una entrada de Jair Rosa Pinto, que le rompió su tibia y peroné. Este acontecimiento alimentó la rivalidad futbolística entre Argentina y Brasil y significó su retirada de la selección nacional.
En 1947 jugó en el Liverpool de Montevideo y en 1950 retornó a Talleres (RE), donde finalizó su carrera deportiva. 

## Palmarés

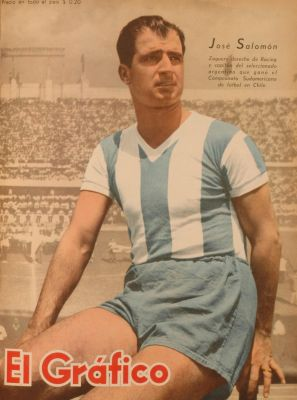
Jose Salomón en 1941

### Copas nacionales
| N.º | Título                        | Club        | País      | Año  |
| --- | ----------------------------- | ----------- | --------- | ---- |
| 1   | Copa de Competencia Británica | Racing Club | Argentina | 1945 |

### Campeonatos en la Selección Argentina
| N.º | Título       | Club                | Sede      | Año  |
| --- | ------------ | ------------------- | --------- | ---- |
| 1   | Copa América | Selección Argentina | Chile     | 1941 |
| 2   | Copa Lipton  | Selección Argentina | Uruguay   | 1942 |
| 3   | Copa Lipton  | Selección Argentina | Uruguay   | 1945 |
| 4   | Copa América | Selección Argentina | Chile     | 1945 |
| 5   | Copa América | Selección Argentina | Argentina | 1946 |